# The Beacons Bottom Tapes
The Beacons Bottom Tapes es el cuarto álbum que recoge una actuación en vivo del grupo de rock progresivo Jethro Tull realizada en 1992 y lanzada al mercado en 1993.
Este álbum sería incluido también como disco tercero de la compilación The 25th Anniversary Boxed Set.

## Lista de temas
| #   | Título                                 | Autor                                  | Interpretaciones | Tiempo |
| --- | -------------------------------------- | -------------------------------------- | ---------------- | ------ |
| 1.  | "So Much Trouble"                      | (Ian Anderson / McGhee)                |                  | 2:29   |
| 2.  | "My Sunday Feeling"                    | (Ian Anderson)                         |                  | 3:56   |
| 3.  | "Some Day the Sun Won't Shine for You" | (Ian Anderson)                         |                  | 2:01   |
| 4.  | "Living in the Past                    | (Ian Anderson)                         |                  | 3:26   |
| 5.  | "Bourée"                               | (Johann Sebastian Bach / Ian Anderson) |                  | 3:32   |
| 6.  | "With You There to Help Me"            | (Ian Anderson)                         |                  | 6:12   |
| 7.  | "Thick as a Brick"                     | (Ian Anderson / Gerald Bostock)        |                  | 9:01   |
| 8.  | "Cheerio"                              | (Ian Anderson)                         |                  | 3:58   |
| 9.  | "A New Day Yesterday"                  | (Ian Anderson)                         |                  | 8:01   |
| 10. | "Protect and Survive"                  | (Ian Anderson)                         |                  | 3:05   |
| 11. | "Jack A Lynn"                          | (Ian Anderson)                         |                  | 4:57   |
| 12. | "The Whistler"                         | (Ian Anderson)                         |                  | 2:51   |
| 13. | "My God"                               | (Ian Anderson)                         |                  | 10:01  |
| 14. | "Aqualung                              | (Ian Anderson)                         |                  | 7:30   |